# HIRO柴田
HIRO柴田（ひろしばた、1976年2月16日 - ）は、競技麻雀のプロ雀士。神奈川県川崎市出身。血液型A型。日本プロ麻雀連盟所属。同団体内での段位は九段。旧名は柴田 弘幸（しばた ひろゆき）。

## 来歴
小学生の時に麻雀に触れ、友達との家族麻雀でルールを覚える。小学生で「ぎゅわんぶらあ自己中心派」を読み始め、高校時代にはほとんどの麻雀作品を読みあさったという。
大学を中退後、雀荘勤務を経て2000年に日本プロ麻雀連盟に入会し、2001年に日本プロ麻雀連盟17期生としてプロデビュー。同期には勝又健志、近藤久春、猿川真寿、藤島健二郎、前田直哉らがいる。2008年度に同団体のA1リーグに昇級。2015年度に一度A2リーグに降級するが、翌2016年度にA1リーグに復帰。
同じ団体に所属する柴田吉和との混乱を避けるため、2016年度をもって登録名をHIRO柴田に変更。
長らく無冠で「無冠の帝王」と称されたこともあったが、2023年2月4日第39期鳳凰位決定戦に優勝。同年3月25日には第13期麻雀グランプリMAXで優勝し二冠達成。第40期鳳凰位決定戦は佐々木寿人の追い上げに屈するも、第14期麻雀グランプリMAXでは佐々木寿人らを退け連覇を果たした。
自団体の段位が九段に昇進した（12人目）。
2025年6月30日に行われたMリーグ2025-26ドラフト会議で新規参入チームのEARTH JETSから4順目指名を受けた。

## 人物
- キャッチフレーズは「紅顔のアサシン」[1][4]。あだ名は「しばきち」。
- 2022年1月11日に日本プロ麻雀連盟所属の蒼井ゆりかと結婚[9]。
- 趣味はお笑い、ゲーム、漫画、YouTube等[4]。パチスロも趣味で、妻の蒼井や同じ連盟所属のプロと一緒に打ちに行くこともしばしば。
- 黒沢咲が財布を忘れた際によくお金を貸している。この事は黒沢の親族も知っており、黒沢自身もXで「私の財布」と称し、自らの財布と柴田を収めた写真をポストしている。

## 獲得タイトル
- 鳳凰位 (第39期)
- 麻雀グランプリMAX (第13期・第14期)
- 達人戦 (第1期)[10]

## 主な入賞歴
- 鳳凰戦2位(第34期・第35期・第40期)、3位(第25期・第26期)[11]
- 十段戦4位(第31期)[12]
- 麻雀グランプリMAX3位(第6期・第9期)[13]
- JPML WRCリーグ4位(第5期)
- チャンピオンズリーグ2位(第22期・第28期)、4位(第30期)[14]